# San Martín Huamelulpam
San Martín Huamelulpam là một đô thị thuộc bang Oaxaca, México. Năm 2005, dân số của đô thị này là 1012 người.